# Tercero hipotecario (España)
La cualidad de tercero hipotecario en España la ostenta el que reúne los requisitos delimitados en el artículo 34 de la Ley Hipotecaria. Se diferencia del tercero adquirente civil en que éste, al realizar una adquisición derivativa, queda en la misma posición respecto a su adquisición que la que ostentaba la persona por la cual adquirió (nemo dat quod non habet); mientras que el tercero hipotecario adquiere la propiedad tal y como consta en el Registro.
La principal ventaja de que goza el tercero hipotecario es que los títulos de dominio o de otros derechos reales sobre bienes inmuebles, que no estén debidamente inscritos o anotados en el Registro de la Propiedad, no le perjudican.

## Requisitos
- Existencia de buena fe.
- Adquisición a título oneroso.
- Haber adquirido el derecho de la persona que figura en el Registro con facultades para transmitirlo.
- Inscribir su adquisición en el Registro de la Propiedad.
- Que el contrato de adquisición sea válido (por aplicación del artículo 33 de la Ley Hipotecaria).

Respecto a esto hay que hacer una serie de puntualizaciones:
- La buena fe del tercero se presume siempre mientras no pruebe que conocía la inexactitud del Registro.
- Los adquirentes a título gratuito no gozarán de más protección registral que la que tuviere su causante o transferente.

- Datos: Q6142448